# CD74

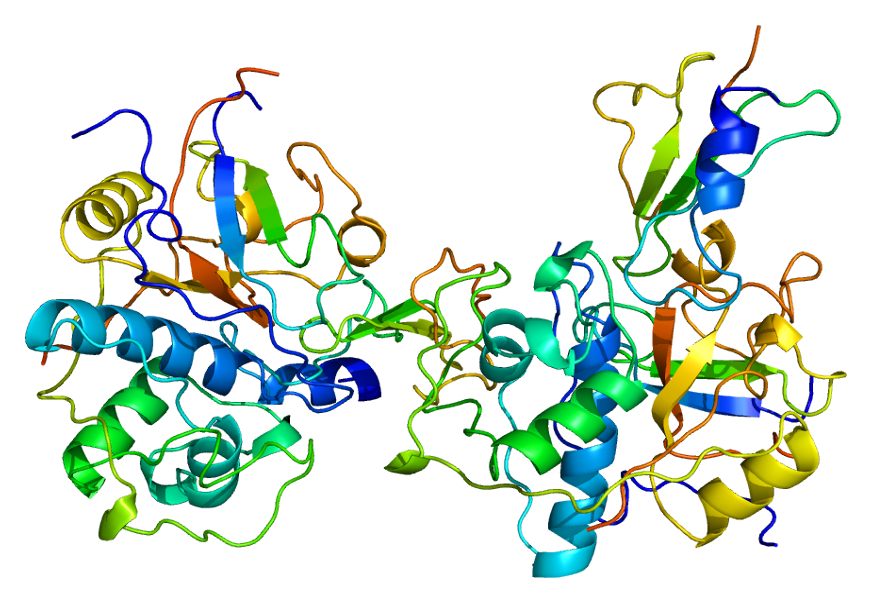
Représentation tridimentionelle de la protéine CD74

La chaîne γ du CMH II, ou fragment li (ou lγ), aussi nommée CD 74, est une protéine codée par le gène CD74 chez l'Homme. Il s'agit du fragment invariant Ii, un polypeptide permettant la formation, la maturation et le transport du CMH II durant sa formation chez les CPA.

## Rôles et fonctions
Le CMH II est synthétisé dans le réticulum endoplasmique rugueux et est associée à un fragment nommé "chaîne invariante" (li, un trimère). Le fragment li (aussi nommé CD 74, donc) permet de faciliter et de réguler l'export du CMH II du RER jusque dans des vésicules. Le li possède une séquence signal d'adressage vers des endosomes. Le li fusionne ensuite avec un endosome contenant des protéines issues de l'antigène dégradées après phagocytose. Le li, jusque-là fixé au CMH II tout juste assemblé, se dissocie de ce dernier grâce à un clivage médié par la cathepsine S (ou cathepsine L dans le cas de certaines cellules épithéliales du cortex thymique), laissant seulement un petit fragment, le CLIP, qui bloque la fixation du peptide jusqu'à ce que HLA-DM se fixe au CMH II. Le CLIP est ensuite relâché et le CMH II désormais stable et complet peut être enfin acheminé jusqu'à la surface membranaire (membrane plasmique) pour être exprimé par la CPA.
Le CD 74 est exprimé par les cellules B, les monocytes et les macrophages, de manière sûre (c'est-à-dire tous les types cellulaires exprimant le CMH II. Il existe différents variants de CD 74 de 33, 35, 41 et 43 kDa, dérivant d'un même gène par épissage alternatif.